# 群馬県道197号下高尾小幡線

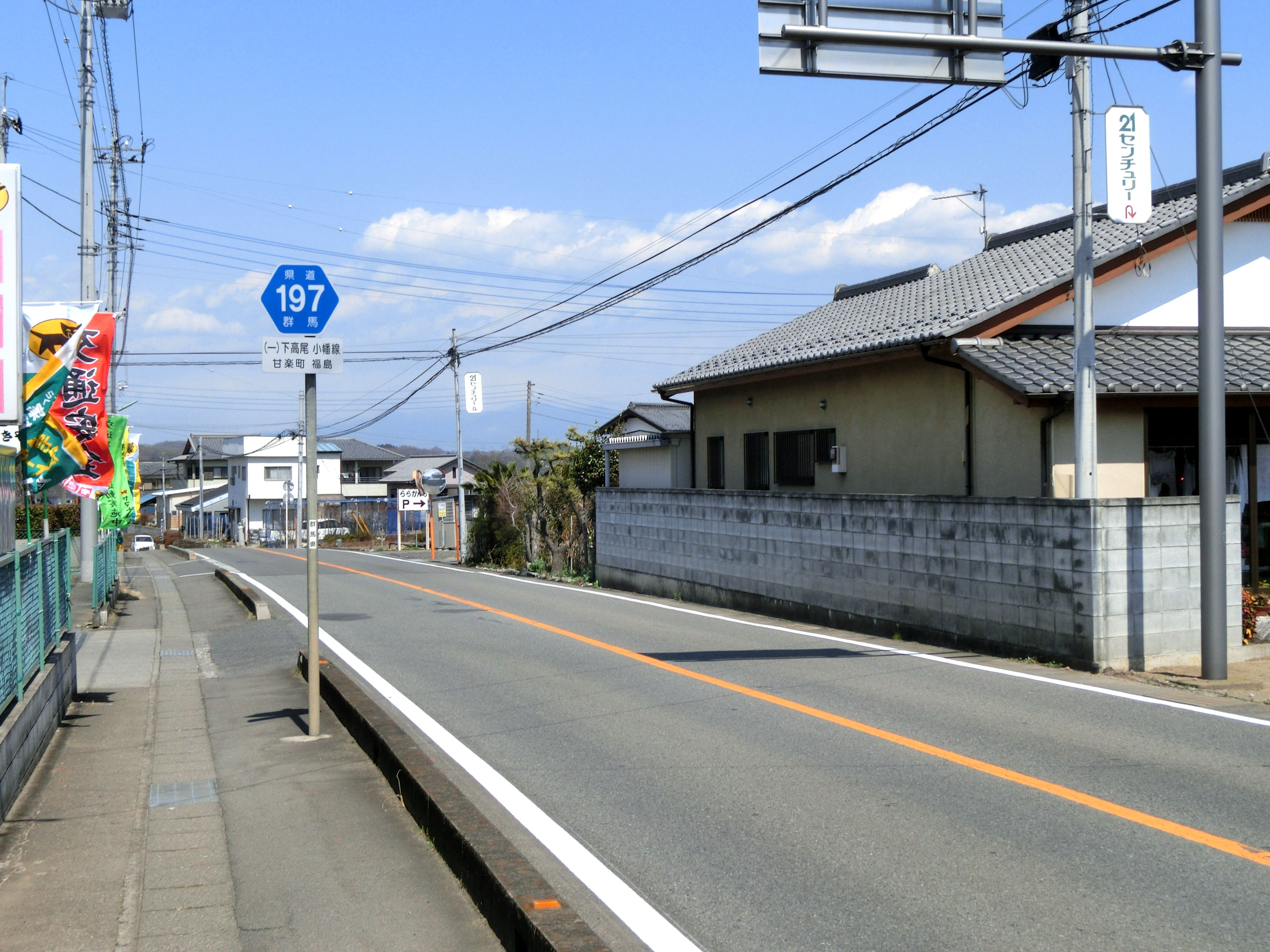
甘楽郡甘楽町大字福島付近

群馬県道197号下高尾小幡線（ぐんまけんどう197ごう しもたかおおばたせん）は、群馬県にある一般県道。甘楽町内では、国道254号現道の福島東交差点から富岡バイパスの福島跨線橋北交差点までをつなぐ道路としても機能している（福島跨線橋：開通は2000年（平成12年）3月27日）。
国道254号重複区間以降から終点までの沿線には、甘楽町役場、商店、コンビニ等があるので、時間によっては車の量が多くなることがある。

## 路線データ
- 起点：富岡市下高尾字岩鼻465番[1]（群馬県道10号前橋安中富岡線〈下高尾交差点〉）
- 終点：甘楽郡甘楽町大字小幡488番の1（群馬県道46号富岡神流線交点〈小幡交差点〉）[注釈 1]

## 歴史
- 1959年（昭和34年）9月18日：群馬県より現・道路法に基づき、県道下高尾小幡線（富岡市下高尾 - 甘楽郡甘楽町大字小幡、整理番号208）が路線認定される[2]。
  - 同日、前身路線にあたる県道福島板鼻線（甘楽郡甘楽町 - 安中市大字板鼻、整理番号195）、県道万場福島線（多野郡万場町 - 甘楽郡甘楽町、整理番号197）が路線廃止される[3]。

## 重複区間
- 国道254号（甘楽郡甘楽町大字福島〈福島交差点〉 - 同）

## 地理

### 通過する自治体
- 群馬県
  - 富岡市
  - 甘楽郡甘楽町

### 接続する道路
- 群馬県道10号前橋安中富岡線（起点：下高尾交差点）
- 群馬県道200号後賀山名停車場線（塩畑堂交差点）
- 群馬県道203号金井高崎線
- 国道254号（富岡バイパス）（福島北交差点）
- 国道254号（現道）（福島交差点から甘楽町役場入り口の交差点まで重複）
- 群馬県道205号福島停車場線（国道254号重複区間）
- 群馬県道46号富岡神流線（終点：小幡交差点）

## 沿線
- 富岡市小野公民館（富岡市白岩）
- 甘楽町図書館（甘楽郡甘楽町大字福島）